# Ляпорт, Эмерик
Эмери́к Жан-Луи́ Жера́р Альфо́нс Ляпо́рт (фр. и исп. Aymeric Jean Louis Gérard Alphonse Laporte; род. 27 мая 1994, Ажен, метрополия Франции) — испанский натурализованный футболист, центральный защитник саудовского клуба «Ан-Наср» и сборной Испании. Чемпион Европы 2024.
Является вторым французом баскского происхождения, игравшим за «Атлетик Бильбао», после Биксанта Лизаразю. Три дня был самым дорогим по стоимости трансфера центральным защитником мира (пока Вирджил ван Дейк не перешёл в «Ливерпуль»), а ещё шесть месяцев самым дорогим по стоимости трансфера игроком «Манчестер Сити» (до перехода алжирца Рияда Махреза).
Сыграл 51 матч за юношеские и молодёжные сборные Франции разных возрастов. Перед началом Евро-2020, сменив спортивное гражданство на испанское, Ляпорт был заявлен в национальную сборную Луисом Энрике. Участник чемпионата мира 2022 в составе «красной фурии».

## Биография
Эмерик Ляпорт родился 27 мая 1994 года в городке Ажен в 135 км от Бордо. Имеет баскские корни от прадедушки и прабабушки. С раннего детства проявлял интерес к футболу. Родителем не пришлось долго думать, куда определять сына для занятий спортом. В 5-летнем возрасте он уже регулярно занимался футболом и регби. Мать Эмерика надеялась, что сын станет регбийной звездой. Сам Эмерик больше склонялся к футболу. Отец поддержал его и в возрасте 6 лет отправил на первую тренировку в детскую команду «Ажен».
9 лет провёл в молодёжке «Ажена», затем перешёл в клуб «Байонна», где продолжал учиться и получил первую игровую практику в региональных лигах. В матче против «Эускади» француз продемонстрировал себя с лучшей стороны, не допустив ни одной ошибки. Этот матч стал для него решающим. На нём присутствовало руководство «Атлетика», вскоре Лапорт получил от басков свой первый контракт. В этой команде стал вторым французом после Бишенте Лисарасу (он же Биксант Лизаразю, также имевший баскские корни).

## Клубная карьера
Из-за ограничений на международные трансферы игроков до 16 лет Ляпорт сразу же был отдан в аренду «Байонне» на один сезон. Переход Ляпорта вызвал споры из-за несоответствия политике «Атлетика», подписывающего только футболистов, родившихся в Басконии.

### «Атлетик Бильбао»
После удачного сезона вернулся в «Атлетик», где начал играть во второй команде. Параллельно Марсело Бьелса включал его в заявку основного состава. 28 ноября 2012 года Эмерик дебютировал за «басков» в матче Лиги Европы против «Ирони» (2:0). В чемпионате Ляпорт дебютировал 9 декабря 2012 года, в матче против «Сельты», а чуть позже заключил с клубом новый контракт до 2015 года. 14 января 2013 года он сменил игровой номер, взяв номер 4. В дебютном сезоне он сыграл в 15 матчах и был признан одним из лучших молодых футболистов в Примере. Во второй половине сезона он вообще не пропускал матчей.
В следующих двух сезонах «Атлетик» постепенно возвращал утраченные позиции, финишируя в непосредственной близости от зоны Лиги чемпионов. Лапорт дважды продлевал контракты, в которых были прописаны внушительные суммы отступных. В январе 2015 года Ляпортом заинтересовались футбольные клубы «Реал Мадрид» и «Манчестер Юнайтед». По завершении сезона 2015/16 Эмериком заинтересовался главный тренер «Манчестер Сити» Пеп Гвардиола. Он лично контактировал с футболистом и пытался убедить его сменить клубную прописку. Но «баски» отказались от сделки. На старте сезона 2015/16 выиграл вместе с клубом первый трофей в XXI веке. Его команда в двухматчевом противостоянии одолела «Барселону» Луиса Энрике. Ляпорт отыграл все 180 минут. Постепенно Эмерик перешёл из разряда перспективных в разряд желанных центральных защитников.

### «Манчестер Сити»
30 января 2018 года Ляпорт перешёл в английский «Манчестер Сити», подписав контракт на пять лет. В новом клубе ему достался 14-й номер. На приобретение футболиста «горожане» потратили рекордные для клуба 57 млн £. Ляпорт стал самым дорогим игроком в истории «Манчестер Сити» и самым дорогим защитником в мире. Дебютный матч провёл против «Вест Бромвич Альбион» (3:0). В сезоне 2017/18 провёл всего 13 матчей, а в сезоне 2018/19 стал основным игроком «Сити», сыграв 51 матч и забив 5 мячей.

## Клубная статистика
По состоянию на 30 апреля 2025 года
| Выступление      | Выступление      | Выступление      | Чемпионат | Чемпионат | Кубки | Кубки | Еврокубки | Еврокубки | Итого | Итого |
| Клуб             | Лига             | Сезон            | Игры      | Голы      | Игры  | Голы  | Игры      | Голы      | Игры  | Голы  |
| ---------------- | ---------------- | ---------------- | --------- | --------- | ----- | ----- | --------- | --------- | ----- | ----- |
| Атлетик Бильбао  | Примера          | 2012/13          | 15        | 0         | 0     | 0     | 2         | 0         | 17    | 0     |
| Атлетик Бильбао  | Примера          | 2013/14          | 35        | 2         | 3     | 0     | —         | —         | 38    | 2     |
| Атлетик Бильбао  | Примера          | 2014/15          | 33        | 0         | 7     | 0     | 9         | 0         | 49    | 0     |
| Атлетик Бильбао  | Примера          | 2015/16          | 26        | 3         | 7     | 2     | 12        | 0         | 45    | 5     |
| Атлетик Бильбао  | Примера          | 2016/17          | 33        | 2         | 4     | 0     | 6         | 0         | 43    | 2     |
| Атлетик Бильбао  | Примера          | 2017/18          | 19        | 0         | 1     | 0     | 10        | 1         | 30    | 1     |
| Атлетик Бильбао  | Итого            | Итого            | 161       | 7         | 22    | 2     | 39        | 1         | 222   | 10    |
| Манчестер Сити   | Премьер-лига     | 2017/18          | 9         | 0         | 1     | 0     | 3         | 0         | 13    | 0     |
| Манчестер Сити   | Премьер-лига     | 2018/19          | 35        | 3         | 6     | 0     | 10        | 2         | 51    | 5     |
| Манчестер Сити   | Премьер-лига     | 2019/20          | 15        | 1         | 2     | 0     | 3         | 0         | 20    | 1     |
| Манчестер Сити   | Премьер-лига     | 2020/21          | 16        | 0         | 7     | 2     | 4         | 0         | 27    | 2     |
| Манчестер Сити   | Премьер-лига     | 2021/22          | 33        | 4         | 2     | 0     | 9         | 0         | 44    | 4     |
| Манчестер Сити   | Премьер-лига     | 2022/23          | 12        | 0         | 8     | 0     | 4         | 0         | 24    | 0     |
| Манчестер Сити   | Премьер-лига     | 2023/24          | 1         | 0         | 0     | 0     | 0         | 0         | 1     | 0     |
| Манчестер Сити   | Итого            | Итого            | 121       | 8         | 26    | 2     | 33        | 2         | 180   | 12    |
| Ан-Наср          | Про-лига         | 2023/24          | 27        | 4         | 5     | 0     | 7         | 0         | 39    | 4     |
| Ан-Наср          | Про-лига         | 2024/25          | 20        | 4         | 4     | 0     | 6         | 1         | 30    | 5     |
| Ан-Наср          | Итого            | Итого            | 47        | 8         | 9     | 0     | 13        | 1         | 69    | 9     |
| Всего за карьеру | Всего за карьеру | Всего за карьеру | 329       | 23        | 57    | 4     | 85        | 4         | 471   | 31    |

1. ↑  В графе «Кубки» указаны игры и голы в национальных кубках, суперкубках и кубках лиги.

## Достижения

### Командные
«Атлетик Бильбао»
- Обладатель Суперкубка Испании: 2015[20]

«Манчестер Сити»
- Чемпион Англии (5): 2017/18, 2018/19[21], 2020/21, 2021/22, 2022/23
- Обладатель Кубка Англии (2): 2018/19[22], 2022/23
- Обладатель Кубка футбольной лиги (3): 2017/18, 2018/19[23], 2020/21
- Обладатель Суперкубка Англии (2): 2018, 2019[24]
- Победитель Лиги чемпионов УЕФА: 2022/23
- Финалист Лиги чемпионов УЕФА: 2020/21
- Обладатель Суперкубка УЕФА: 2023

Сборная Испании
- Чемпион Европы: 2024
- Победитель Лиги наций УЕФА: 2022/23

Сборная Франции (до 19 лет)
- Серебряный призёр чемпионата Европы среди юношей (до 19 лет): 2013[25]

### Личные
- Символическая сборная чемпионата Европы по футболу (юноши до 19 лет): 2013[26]
- Команда года Ла Лиги: 2013/14[27][28]
- Команда года Премьер-лиги по версии ПФА: 2018/19[29]
- Номинант FIFA FIFPro World 11: 2018/19 (17-е место среди защитников)[30][31]

## Личная жизнь
Отец — Лионель, в прошлом регбист, играл во втором французском дивизионе. Есть младший брат Лео, также футболист.